# Cyathea roroka
Cyathea roroka là một loài dương xỉ trong họ Cyatheaceae. Loài này được Hovenkamp mô tả khoa học đầu tiên năm 1988.
Danh pháp khoa học của loài này chưa được làm sáng tỏ. 